# Allium decoratum
Allium decoratum — вид трав'янистих рослин родини амарилісові (Amaryllidaceae), ендемік Узбекистану.

## Опис
Цибулини стиснено-кулясті, не яйцеподібні, діаметром 1.5–2(3) см, ≈ 1.2 см завдовжки, зовнішні оболонки паперові білуваті, внутрішні — білі. Цибулинки відсутні. Стеблина одна, іноді товста, довжиною 10–15 см, діаметром до 0.4–0.5 см. Листки 1, іноді 2–3, до 4, ланцетні, довгасті до еліптичних, завдовжки 9–10 см, ≈ 3–3.5 см завширшки посередині. Суцвіття напівсферичне (кулясте в плодоносній стадії), багатоквіткове. Листочки оцвітини завдовжки 5 мм, шириною 1.5–2 мм, ланцетні, верхівки тупі, блідо-червоні (у сухій стадії білуваті), серединна жилка червона (у сухому стані ворсиста). Пиляки ≈ 1–1.2 мм завдовжки, червонуватого кольору.
Цвіте в червні, плодоносить у липні.

## Поширення
Ендемік Узбекистану.
Населяє субальпійські та альпійські зони (висота приблизно 2650–3200 м) з кам'янистими та скельними ґрунтами, іноді захищено камінням. Рослини ростуть поодиноко, 2–3 на 10 м². Загальна площа всіх популяцій становить 4.5–5 га.